# Bəkir Mustafayev
Bəkir Dursun oğlu Mustafayev (ur. 30 stycznia?/11 lutego 1898 we wsi Slazar niedaleko Achalciche w Gruzji, zm. 10 grudnia 1978 w miejscowości Kajnama w rejonie samarkandzkim w obwodzie samarkandzkim, obecnie w wilajecie samarkandzkim) – radziecki żołnierz, czerwonoarmista, Bohater Związku Radzieckiego (1944).

## Życiorys
Urodził się w azerskiej rodzinie chłopskiej. Pracował w gospodarstwie rolnym, był przewodniczącym kołchozu, w sierpniu 1941 został powołany do Armii Czerwonej. Od marca 1942 uczestniczył w wojnie z Niemcami na Kaukazie. Jesienią 1943 jako strzelec 164 gwardyjskiego pułku piechoty 55 Gwardyjskiej Dywizji Piechoty 56 Armii Frontu Północno-Kaukaskiego wyróżnił się w walkach o Kercz. Wraz z pierwszą grupą desantowców pułku 3 listopada forsował Cieśninę Kerczeńską, zabijając 9 Niemców i zdobywając karabin maszynowy; został wówczas ranny, jednak nie opuścił pola walki. Łącznie w walkach o Półwysep Kerczeński zabił ponad 40 niemieckich żołnierzy i oficerów. 16 maja 1944 otrzymał za to tytuł Bohatera Związku Radzieckiego i Order Lenina. Brał udział w wyzwalaniu Krymu i Ukrainy, po wojnie został zdemobilizowany, pracował w miejscowości Kajnama w rejonie samarkandzkim, gdzie jego imieniem nazwano ulicę.